# Metal soap (restauro)
Il sapone metallico o metal soap (dall'inglese) è un materiale che si forma nella degradazione di dipinti a tempera o ad olio.
Si forma per saponificazione degli acidi grassi del medium pittorico catalizzata da metalli dei pigmenti pittorici.
È caratterizzato da elevata trasparenza e dalla formazione di protrusioni che si accrescono fino a staccarsi dalla superficie pittorica.
Pigmenti che danno maggiormente questo effetto sono la biacca, il bianco di zinco e il giallo di piombo-stagno e l'acetato di piombo.